# Günther Pulst
Günther Pulst (26 de Março de 1918 - 5 de Janeiro de 1991) foi um oficial da Kriegsmarine que serviu durante a Segunda Guerra Mundial.

## Biografia
Pulst iniciou a sua carreira militar no mês de Outubro de 1937. Iniciou o serviço no destroyer Wolfgang Zenker no mês de Dezembro de 1939, lutando durante semanas após o afundamento deste na Campanha Norueguesa, sendo então condecorado com a Narvik shield, condecoração esta que foi cedida a poucos oficiais da força U-Boot. No outono de 1940 Pulst se tornou oficial de treinamentos na Marineschule Flensburg-Mürwik entrando para a força U-Boot no mês de Abril de 1942.
Realizou duas patrulhas com o U-752 sendo o 1º Oficial de Observação. No mês de Março de 1943 ele deixou este posto para poder no mês de Maio seguinte comissionar o U-978.
Logo na sua primeira patrulha de guerra com o U-978 ele realizou um grande feito, conseguindo permanecer por 68 dias seguidos debaixo d água. Ainda nesta patrulha ele atacou três embarcações inimigas, conseguindo afundar uma.
Após terminar a sua segunda patrulha a guerra já havia terminado e Günther Pulst levou o seu U-978 da Noruega para a Inglaterra. Após o termino da guerra permaneceu por quase três anos em cativeiro britânico até ser libertado.
No mês de Setembro de 1957, Pulst se tornou um membro civil do staff da Bundeswehr e nos anos 1960 trabalhou como Controlados Financeiro da NATO em Paris. Se retirou do serviço em Março de 1983, tendo sido condecorado em 1980 com a Bundesverdienstkreuz (Cruz de Mérito Federal) e em 1983 com a Outstanding Civilian Service Medal (USA).
Günther Pulst faleceu aos 72 anos de idade.

## Patentes
| 28 Jun 1938 | Seekadett            |
| 1 Abr 1939  | Fähnrich zur See     |
| 1 Mar 1940  | Oberfähnrich zur See |
| 1 Mai 1940  | Leutnant zur See     |
| 1 Abr 1942  | Oberleutnant zur See |
| 1 Jan 1945  | Kapitänleutnant      |

## Condecorações
| 11 Fev 1940 | Cruz de Ferro 2ª Classe                  |
|             | Narvik shield                            |
| 21 Fev 1942 | Badge de guerra U-Boot 1939              |
| 19 Nov 1944 | U-boat Front Clasp                       |
| 18 Dez 1944 | Cruz de Ferro 1ª Classe                  |
| 21 Dez 1944 | Cruz de Cavaleiro da Cruz de Ferro       |
| 1980        | Bundesverdienstkreuz                     |
| 1983        | Outstanding Civilian Service Medal (EUA) |

## Patrulhas
|       | Comandante           | Partida     | Partida     | Chegada     | Chegada     | Dias     | Toneladas |
| ----- | -------------------- | ----------- | ----------- | ----------- | ----------- | -------- | --------- |
| 1     | Oblt. Günther Pulst  | 22 Ago 1944 | Kiel        | 24 Ago 1944 | Horten      | 3 dias   |           |
| 2     | Oblt. Günther Pulst  | 5 Set 1944  | Horten      | 7 Set 1944  | Flekkefjord | 3 dias   |           |
| 3     | Oblt. Günther Pulst  | 13 Set 1944 | Flekkefjord | 13 Set 1944 | Egersund    | 1 dia    |           |
| 4     | Oblt. Günther Pulst  | 7 Out 1944  | Egersund    | 8 Out 1944  | Bergen      | 2 dias   |           |
| 5     | Oblt. Günther Pulst  | 9 Out 1944  | Bergen      | 16 Dez 1944 | Bergen      | 69 dias  | 7,176     |
| 6     | Kptlt. Günther Pulst | 25 Fev 1945 | Bergen      | 20 Abr 1945 | Trondheim   | 55 dias  |           |
| Total | Total                | Total       | Total       | Total       | Total       | 124 dias | 7 176 t   |

## Navios afundados
| Data        | U-Boot | Nome da Embarcação               | Toneladas | Nacionalidade   |
| ----------- | ------ | -------------------------------- | --------- | --------------- |
| 23 Nov 1944 | U-978  | William D. Burnham (perda total) | 7,176     | norte-americano |
| Total       | Total  | Total                            | 7 176     |                 |